# Tahquamenon
La Tahquamenon (en anglais : Tahquamenon River) est une rivière à eaux noires des États-Unis dans l'État du Michigan.

## Géographie
S'écoulant à l'extrémité est de la péninsule supérieure du Michigan, la Tahquamenon est longue de 143,1 km et draine environ 2 120 km2, et traverse les comtés de Luce et de Chippewa.